# Стаханов (футбольний клуб)
Футбольний клуб «Стаханов» — український аматорський футбольний клуб з Кадіївки (Стаханова) Луганської області. Виступав у чемпіонатах СРСР 1948, 1949, 1957—1973, 1980—1986, 1991, Кубках СРСР, чемпіонатах і кубках України.
Припинив виступи на професіональному рівні у 1999 році, коли через фінансові труднощі не зміг оплатити членський внесок у ПФЛ і був позбавлений професіонального статусу. Після цього продовжив виступати у чемпіонаті Луганської області.

## Попередні назви

Емблема «Вагонобудівника»

- 1936—1945 — «Стахановець»
- 1946—1979 — «Шахтар»
- 1980—1991 — «Стахановець»
- 1991—1994 — «Вагонобудівник»
- 1994—2004 — «Шахтар»
- 2004—2005 —  «Стаханов»
- 2005—2006 —  «Стахановець»
- 2006—н.ч. —  «Стаханов»

## Досягнення

### Україна
- Чемпіонат УРСР
  - Чемпіон — 1956
  - Бронзовий призер — 1968

- Чемпіон УРСР серед колективів фізкультури — 1956, 1979.

## Усі сезони в незалежній Україні
| Сезон   | Чемпіонат     | Чемпіонат | Чемпіонат | Чемпіонат | Чемпіонат | Чемпіонат | Чемпіонат | Чемпіонат | Кубок        | Кубок | Кубок | Кубок | Кубок | Кубок | Кубок | Примітка                                        |
| Сезон   | Ліга          | Місце     | І         | В         | Н         | П         | М         | О         | Етап         | І     | В     | Н     | П     | М     | О     | Примітка                                        |
| ------- | ------------- | --------- | --------- | --------- | --------- | --------- | --------- | --------- | ------------ | ----- | ----- | ----- | ----- | ----- | ----- | ----------------------------------------------- |
| 1992    | Перша Група Б | 13 з 14   | 26        | 4         | 3         | 19        | 16−48     | 11        | 1/8 фіналу   | 4     | 2     | 1     | 1     | 4−8   | 5     | «Вагонобудівник»                                |
| 1992/93 | Друга         | 12 з 18   | 34        | 11        | 8         | 15        | 39−44     | 30        | 1/64 фіналу  | 1     | 0     | 0     | 1     | 2−4   | 0     | «Вагонобудівник»                                |
| 1993/94 | Друга         | 22 з 22   | 42        | 9         | 6         | 27        | 33−70     | 24        | 1/64 фіналу  | 1     | 0     | 0     | 1     | 1−2   | 0     | Перше коло — «Вагонобудівник», друге — «Шахтар» |
| 1994/95 | Третя         | 12 з 22   | 42        | 18        | 6         | 18        | 56−62     | 60        | 1/64 фіналу  | 1     | 0     | 0     | 1     | 1−4   | 0     | «Шахтар»                                        |
| 1995/96 | Друга Група Б | 7 з 21    | 38        | 19        | 9         | 10        | 41-33     | 66        | 1/128 фіналу | 1     | 0     | 0     | 1     | 0−2   | 0     | «Шахтар»                                        |
| 1996/97 | Друга Група Б | 7 з 17    | 32        | 14        | 4         | 14        | 42−42     | 46        | 1/64 фіналу  | 1     | 0     | 0     | 1     | 1−2   | 0     | «Шахтар»                                        |
| 1997/98 | Друга Група В | 11 з 17   | 30        | 9         | 6         | 15        | 21−45     | 33        | 1/128 фіналу | 1     | 0     | 0     | 1     | 0−1   | 0     | «Шахтар»                                        |
| 1998/99 | Друга Група В | 13 з 14   | 26        | 2         | 1         | 23        | 5−25      | 1         | 1/64 фіналу  | 4     | 1     | 0     | 3     | 7−9   | 2     | «Шахтар»                                        |
| Разом   | Третя         | 1 сезон   | 42        | 18        | 6         | 18        | 56−62     | 60        | >8 сезонів   | 14    | 3     | 1     | 10    | 16−32 | 7     |                                                 |
| Разом   | Друга         | 6 сезонів | 202       | 64        | 34        | 104       | 181−259   | 162       |              |       |       |       |       |       |       |                                                 |
| Разом   | Перша         | 1 сезон   | 26        | 4         | 3         | 19        | 16−48     | 11        |              |       |       |       |       |       |       |                                                 |

## Відомі гравці

Вадим Плотников

- Олександр Журавльов
- Юрій Костіков
- Віталій Кулаковський
- Володимир П'яних
- Юрій Сакадинський
- /  Віктор Онопко
- Сергій Шкляр
- Вадим Плотников
- Сергій Полушин
- Едуард Цихмейструк